# Tosa Mitsunobu
En aquest nom japonès, el cognom és Tosa.

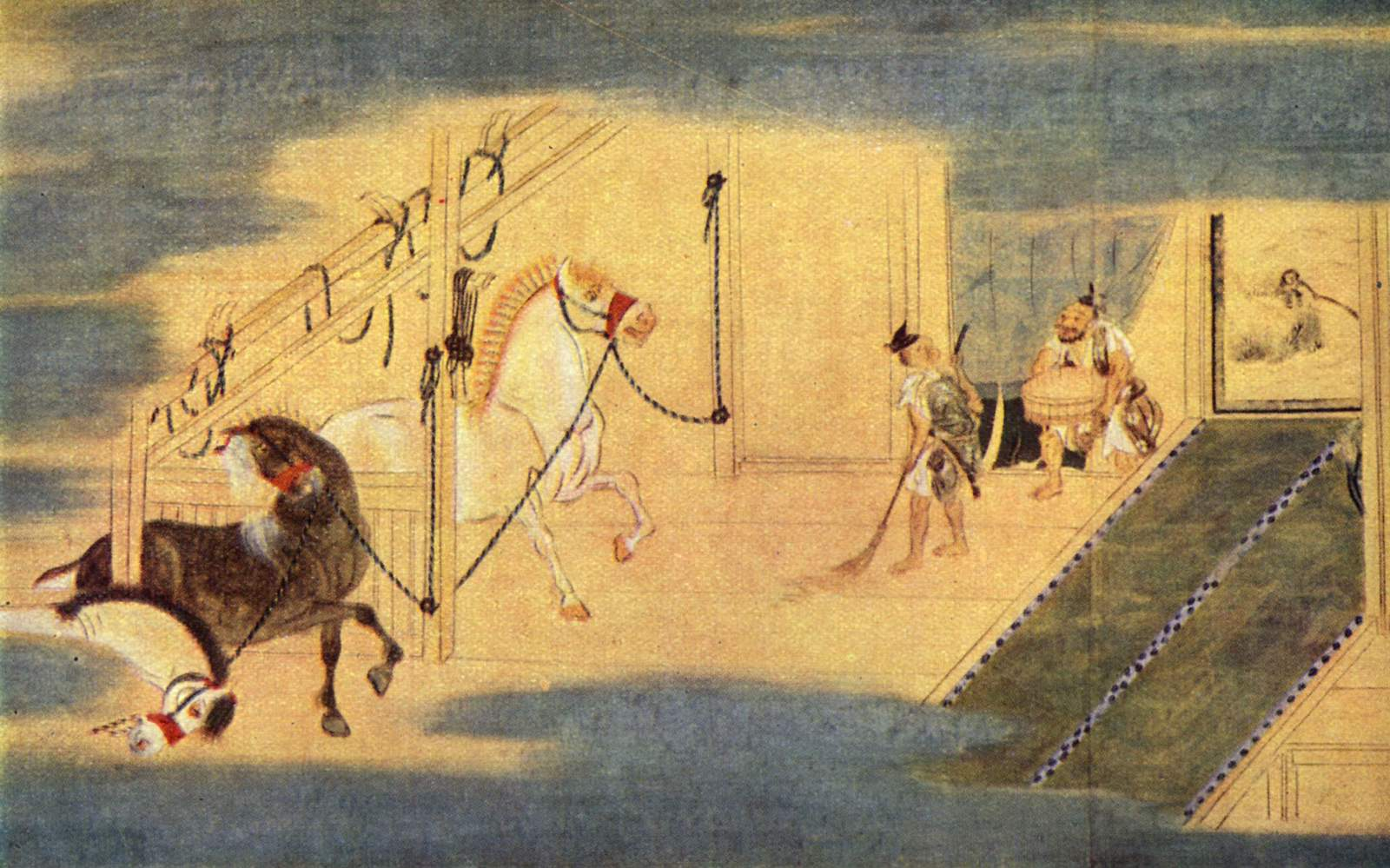
Detall de Seikoji engi emaki (Llegendes de Seikoji il·lustrades), Museu Nacional de Tòquio

Tosa Mitsunobu (土佐光信) (1434–1525) va ser un pintor japonès, fundador de l'escola Tosa de pintura. Nascut en una família que tradicionalment servien com a pintors a la cort imperial, va ser el cap del departament de pintura de la cort des del 1493 fins al 1496. El 1518 va ser nomenat artista principal del shogunat Ashikaga.